# Joint stereo
O modo Joint Stereo aproveita as semelhanças de áudio entre os canais esquerdo e direito, retirando informações idênticas que se encontram em ambos canais para utilizar mais bytes noutras informações. Em muitos casos um resultado satisfatório é adquirido com este processo. A maioria dos codecs utiliza Joint Stereo quando codificam arquivos de áudio em 128kbps. Se escutar qualquer canção num pequeno rádio estéreo perceberá que cada fone há uma frequência. Assim, se estiver a ouvir Red Hot Chili Peppers - Hump De Bump, perceberá que o lado esquerdo não produz o mesmo som que o lado direito.
O modo Joint Stereo é subdividido em dois modos: IS e MS. O modo IS destrói informações de fase, corrompendo a fidelidade da frequência sonora. Logo, não é utilizado em codificações de alta qualidade. O modo MS (Middle/Side) é o mais recomendado para ser utilizado em quaisquer qualidades, porém, para alguns tipos de áudio (como por exemplo, gravações antigas) gera uma distorção dos agudos ("Flanger" ou "Swishing"). Neste caso, deve-se codificar a gravação em Stereo normal, que utiliza fielmente as informações contidas em cada canal independentemente.